# Otto von Kuditz
Otto von Kuditz (auch Otto von Schkeuditz; † 1142 in Heusdorf) war Bischof von Halberstadt.

## Leben
Otto begegnet 1121 als Domherr in Magdeburg und Propst des dortigen Kollegiatstiftes St. Sebastian. Er wurde 1125 zum Bischof von Halberstadt erwählt. Jedoch war ein Teil des Domkapitels mit ihm unzufrieden, und er wurde der Simonie beschuldigt, woraufhin Papst Honorius II. ihn als Bischof absetzte. Nachdem er auf Fürsprache von Kaiser Lothar III. durch Papst Innozenz II. 1131 wieder eingesetzt worden war, wurde er 1135 auf dem Konzil von Pisa wiederum abgesetzt, da das Domkapitel auf seiner Amtsenthebung bestand. Otto zog sich schließlich in das von seiner Mutter gestiftete Kloster Heusdorf zurück, wo er 1142 starb und auch beigesetzt wurde.